# 施塔斯富特
施塔斯富特（德語：Staßfurt，發音：[ˈʃtasfʊʁt] ⓘ）是德国萨克森-安哈尔特州萨尔茨兰县的城市，面积146.71平方千米，2023年12月31日人口为23,963人。